# Тур WTA 2008
WTA Tour є елітним щорічним туром для жінок тенісисток-професіоналів, проводиться Жіночею Тенісною Асоціацією (WTA). WTA-тур включает чотири Grand Slam турнири, Чемпіонат WTA-туру і турніри I категорії, II категорії, III категорії і IV категорії. Турнири ITF не є частиною WTA-туру, хоча бали за участь в цих турнірах нараховуються в рейтинг WTA. 
Зі змін у календарі-2008 можна виділити появу в лютому турниру III категорії Cachantun Cup, який відбуеться в чилійському Віна-дель-Мар. Турнір Bangalore Open у Індії отримав статус II категорії, а Qatar Total Open уперше став турніром I категорії. При цьому найпрестижніший турнір Toray Pan Pacific Open, який проходить у Токіо, перенесений з лютого на вересень. Підсумковий турнір WTA-туру перенесений з Мадриду (Іспанія) до Дохи (Катар). Головне доповнення календаря — Олімпійські ігри в Пекіні, які відбулися у серпні.

## Графік
В таблиці нижче наведено повний графік змагань Туру WTA 2007.
Легенда
| Турніри Великого шолома   |
| Олімпійські ігри          |
| Чемпіонат закінчення року |
| Турніри 1-ї категорії     |
| Турніри 2-ї категорії     |
| Турніри 3-ї категорії     |
| Турніри 4-ї категорії     |
| Командні змагання         |

### Січень
| Тиждень           | Турнір | Чемпіонки                                                                     | Фіналістки                                        | Півфіналістки                                                        | Чвертьфіналістки                                                |
| ----------------- | --- | ----------------------------------------------------------------------------- | ------------------------------------------------- | -------------------------------------------------------------------- | --------------------------------------------------------------- |
| 31 грудня         | Hopman Cup Перт, Австралія Hopman Cup Тверде (i) – A$1,000,000 – 8 teams (RR)                                                                         | США · 2–1                                                                     | Сербія                                            | Раунд robin losers (Group A) Франція · Китайський Тайбей · Аргентина | Раунд robin losers (Group B) Індія · Австралія · Чехія          |
| 31 грудня         | Mondial Australian Women's Hardcourts Голд-Кост, Австралія Tier III event Тверде – $175,000 – 32S/32Q/16D Одиночний розряд – Парний розряд            | Лі На 4–6, 6–3, 6–4                                                           | Вікторія Азаренко                                 | Патті Шнідер Шахар Пеєр                                              | Ніколь Вайдішова Амелі Моресмо Дінара Сафіна Домініка Цібулкова |
| 31 грудня         | Mondial Australian Women's Hardcourts Голд-Кост, Австралія Tier III event Тверде – $175,000 – 32S/32Q/16D Одиночний розряд – Парний розряд            | Дінара Сафіна Агнеш Савай 6–1, 6–2                                            | Янь Цзи Чжен Цзє                                  | Патті Шнідер Шахар Пеєр                                              | Ніколь Вайдішова Амелі Моресмо Дінара Сафіна Домініка Цібулкова |
| 31 грудня         | ASB Classic Окленд (Нова Зеландія), Нова Зеландія Tier IV event Тверде – $145,000 – 32S/32Q/16D Одиночний розряд – Парний розряд                      | Ліндсі Девенпорт 6–2, 6–2                                                     | Араван Резаї                                      | Марина Еракович Таміра Пашек                                         | Віра Звонарьова Катарина Среботнік Сара Еррані Марія Кириленко  |
| 31 грудня         | ASB Classic Окленд (Нова Зеландія), Нова Зеландія Tier IV event Тверде – $145,000 – 32S/32Q/16D Одиночний розряд – Парний розряд                      | Марія Коритцева Лілія Остерло 6–3, 6–4                                        | Мартіна Мюллер Барбора Стрицова                   | Марина Еракович Таміра Пашек                                         | Віра Звонарьова Катарина Среботнік Сара Еррані Марія Кириленко  |
| 7 січня           | Medibank International Сідней, Австралія Tier II event Тверде – $600,000 – 28S/32Q/16D Одиночний розряд – Парний розряд                               | Жустін Енен 4–6, 6–2, 6–4                                                     | Світлана Кузнецова                                | Ана Іванович Ніколь Вайдішова                                        | Кая Канепі Катарина Среботнік Єлена Янкович Франческа Ск'явоне  |
| 7 січня           | Medibank International Сідней, Австралія Tier II event Тверде – $600,000 – 28S/32Q/16D Одиночний розряд – Парний розряд                               | Янь Цзи Чжен Цзє 6–4, 7–6(7–5)                                                | Тетяна Перебийніс Тетяна Пучек                    | Ана Іванович Ніколь Вайдішова                                        | Кая Канепі Катарина Среботнік Єлена Янкович Франческа Ск'явоне  |
| 7 січня           | Moorilla Hobart International Гобарт, Австралія Tier IV event Тверде – $170,000 – 32S/32Q/16D Одиночний розряд – Парний розряд                        | Елені Даніліду Walkover                                                       | Віра Звонарьова                                   | Флавія Пеннетта Ешлі Гарклроуд                                       | Кейсі Деллаква Саня Мірза Едіна Галловіц Олена Весніна          |
| 7 січня           | Moorilla Hobart International Гобарт, Австралія Tier IV event Тверде – $170,000 – 32S/32Q/16D Одиночний розряд – Парний розряд                        | Анабель Медіна Гаррігес Вірхінія Руано Паскуаль 6–2, 6–4                      | Елені Даніліду Ясмін Вер                          | Флавія Пеннетта Ешлі Гарклроуд                                       | Кейсі Деллаква Саня Мірза Едіна Галловіц Олена Весніна          |
| 14 січня 21 січня | Відкритий чемпіонат Австралії з тенісу Мельбурн, Австралія Grand Slam Тверде – $8,000,000 – 128S/96Q/64D/32X Одиночний розряд – Парний розряд – Мікст | Марія Шарапова 7–5, 6–3                                                       | Ана Іванович                                      | Єлена Янкович Даніела Гантухова                                      | Жустін Енен Серена Вільямс Вінус Вільямс Агнешка Радванська     |
| 14 січня 21 січня | Відкритий чемпіонат Австралії з тенісу Мельбурн, Австралія Grand Slam Тверде – $8,000,000 – 128S/96Q/64D/32X Одиночний розряд – Парний розряд – Мікст | Альона Бондаренко Катерина Бондаренко 2–6, 6–1, 6–4                           | Вікторія Азаренко Шахар Пеєр                      | Єлена Янкович Даніела Гантухова                                      | Жустін Енен Серена Вільямс Вінус Вільямс Агнешка Радванська     |
| 14 січня 21 січня | Відкритий чемпіонат Австралії з тенісу Мельбурн, Австралія Grand Slam Тверде – $8,000,000 – 128S/96Q/64D/32X Одиночний розряд – Парний розряд – Мікст | Ненад Зімоньїч Сунь Тяньтянь 7–6(7–4), 6–4                                    | Магеш Бгупаті Саня Мірза                          | Єлена Янкович Даніела Гантухова                                      | Жустін Енен Серена Вільямс Вінус Вільямс Агнешка Радванська     |
| 28 січня          | Світова група Кубка Федерації Рамат-га-Шарон, Ізраїль, hard Каліфорнія, США, hard Пекін, КНР, hard (i) Неаполь, Італія, hard (i)                      | Перемогли · Росія 4–1 · Сполучені Штати Америки 4–1 · Китай 3–2 · Іспанія 3–2 | Програли · Ізраїль · Німеччина · Франція · Італія |                                                                      |                                                                 |

### Лютий
| Тиждень   | Турнір | Чемпіонки                                                  | Фіналістки                          | Півфіналістки                        | Чвертьфіналістки                                                      |
| --------- | --- | ---------------------------------------------------------- | ----------------------------------- | ------------------------------------ | --------------------------------------------------------------------- |
| 4 лютого  | Open Gaz de France Paris, Франція Tier II event Тверде (i) – $600,000 – 28S/32Q/16D Одиночний розряд – Парний розряд                                           | Анна Чакветадзе 6–3, 2–6, 6–2                              | Агнеш Савай                         | Маріон Бартолі Олена Дементьєва      | Амелі Моресмо Віржіні Раззано Катерина Бондаренко Даніела Гантухова   |
| 4 лютого  | Open Gaz de France Paris, Франція Tier II event Тверде (i) – $600,000 – 28S/32Q/16D Одиночний розряд – Парний розряд                                           | Альона Бондаренко Катерина Бондаренко 6–1, 6–4             | Ева Грдінова Владіміра Угліржова    | Маріон Бартолі Олена Дементьєва      | Амелі Моресмо Віржіні Раззано Катерина Бондаренко Даніела Гантухова   |
| 4 лютого  | Pattaya Women's Open Паттая, Таїланд Tier IV event Тверде – $170,000 – 32S/32Q/16D Одиночний розряд – Парний розряд                                            | Агнешка Радванська 6–2, 1–6, 7–6(7–4)                      | Джилл Крейбас                       | Катерина Бичкова Акгуль Аманмурадова | Тамарін Танасугарн Весна Долонц Латіша Чжань Андрея Клепач            |
| 4 лютого  | Pattaya Women's Open Паттая, Таїланд Tier IV event Тверде – $170,000 – 32S/32Q/16D Одиночний розряд – Парний розряд                                            | Латіша Чжань Чжуан Цзяжун 6–4, 6–3                         | Сє Шувей Ваня Кінг                  | Катерина Бичкова Акгуль Аманмурадова | Тамарін Танасугарн Весна Долонц Латіша Чжань Андрея Клепач            |
| 11 лютого | Proximus Diamond Games Антверпен, Бельгія Tier II event Тверде (i) – $600,000 – 28S/32Q/16D Одиночний розряд – Парний розряд                                   | Жустін Енен 6–3, 6–3                                       | Карін Кнапп                         | Тімеа Бачинскі Лі На                 | Аліса Клейбанова Даніела Гантухова Патті Шнідер Софія Арвідссон       |
| 11 лютого | Proximus Diamond Games Антверпен, Бельгія Tier II event Тверде (i) – $600,000 – 28S/32Q/16D Одиночний розряд – Парний розряд                                   | Кара Блек Лізель Губер 6–1, 6–3                            | Квета Пешке Суґіяма Ай              | Тімеа Бачинскі Лі На                 | Аліса Клейбанова Даніела Гантухова Патті Шнідер Софія Арвідссон       |
| 11 лютого | Cachantún Cup Вінья-дель-Мар, Чилі Tier III event Ґрунт (red) – $200,000 – 32S/32Q/16D Одиночний розряд – Парний розряд                                        | Флавія Пеннетта 6–4, 5–4 ret.                              | Клара Коукалова                     | Полін Пармантьє Марія Коритцева      | Кая Канепі Мартіна Мюллер Нурія Льягостера Вівес Лурдес Домінгес Ліно |
| 11 лютого | Cachantún Cup Вінья-дель-Мар, Чилі Tier III event Ґрунт (red) – $200,000 – 32S/32Q/16D Одиночний розряд – Парний розряд                                        | Ліга Декмеєре Аліція Росольська 7–5, 6–3                   | Марія Коритцева Юлія Шруфф          | Полін Пармантьє Марія Коритцева      | Кая Канепі Мартіна Мюллер Нурія Льягостера Вівес Лурдес Домінгес Ліно |
| 18 лютого | Qatar Ladies Open Доха, Катар Tier I event Тверде – $2,500,000 – 56S/32Q/28D Одиночний розряд – Парний розряд                                                  | Марія Шарапова 6–1, 2–6, 6–0                               | Віра Звонарьова                     | Агнешка Радванська Лі На             | Домініка Цібулкова Каролін Возняцкі Єлена Янкович Сібіль Баммер       |
| 18 лютого | Qatar Ladies Open Доха, Катар Tier I event Тверде – $2,500,000 – 56S/32Q/28D Одиночний розряд – Парний розряд                                                  | Квета Пешке Ренне Стаббс 6–1, 5–7, [10–7]                  | Кара Блек Лізель Губер              | Агнешка Радванська Лі На             | Домініка Цібулкова Каролін Возняцкі Єлена Янкович Сібіль Баммер       |
| 18 лютого | XVI Copa Colsanitas Santander Богота, Колумбія Tier III event Ґрунт (red) – $185,000 – 32S/32Q/16D Одиночний розряд – Парний розряд                            | Нурія Льягостера Вівес 6–0, 6–4                            | Марія Емілія Салерні                | Бетіна Хосамі Карла Суарес Наварро   | Мартіна Мюллер Сара Еррані Каталіна Кастаньйо Маріана Дуке-Маріньо    |
| 18 лютого | XVI Copa Colsanitas Santander Богота, Колумбія Tier III event Ґрунт (red) – $185,000 – 32S/32Q/16D Одиночний розряд – Парний розряд                            | Івета Бенешова Бетані Маттек-Сендс 6–3, 6–3                | Єлена Костанич-Тошич Мартіна Мюллер | Бетіна Хосамі Карла Суарес Наварро   | Мартіна Мюллер Сара Еррані Каталіна Кастаньйо Маріана Дуке-Маріньо    |
| 25 лютого | Dubai Tennis Championships Дубай, ОАЕ Tier II event Тверде – $1,500,000 – 28S/48Q/28D Одиночний розряд – Парний розряд                                         | Олена Дементьєва 4–6, 6–3, 6–2                             | Світлана Кузнецова                  | Франческа Ск'явоне Єлена Янкович     | Жустін Енен Ана Іванович Анна Чакветадзе Амелі Моресмо                |
| 25 лютого | Dubai Tennis Championships Дубай, ОАЕ Tier II event Тверде – $1,500,000 – 28S/48Q/28D Одиночний розряд – Парний розряд                                         | Кара Блек Лізель Губер 7–5, 6–2                            | Янь Цзи Чжен Цзє                    | Франческа Ск'явоне Єлена Янкович     | Жустін Енен Ана Іванович Анна Чакветадзе Амелі Моресмо                |
| 25 лютого | Abierto Mexicano Telcel Акапулько, Мексика Tier III event Ґрунт (red) – $180,000 – 32S/16Q/16D Одиночний розряд – Парний розряд                                | Флавія Пеннетта 6–0, 4–6, 6–1                              | Алізе Корне                         | Кая Канепі Джилл Крейбас             | Едіна Галловіц Сорана Кирстя Івета Бенешова Марія Коритцева           |
| 25 лютого | Abierto Mexicano Telcel Акапулько, Мексика Tier III event Ґрунт (red) – $180,000 – 32S/16Q/16D Одиночний розряд – Парний розряд                                | Нурія Льягостера Вівес Марія Хосе Мартінес Санчес 6–2, 6–4 | Івета Бенешова Петра Цетковська     | Кая Канепі Джилл Крейбас             | Едіна Галловіц Сорана Кирстя Івета Бенешова Марія Коритцева           |
| 25 лютого | Regions Morgan Keegan Championships and the Cellular South Cup Мемфіс, США Tier III event Тверде (i) – $175,000 – 32S/32Q/16D Одиночний розряд – Парний розряд | Ліндсі Девенпорт 6–2, 6–1                                  | Ольга Говорцова                     | Марина Еракович Шахар Пеєр           | Алла Кудрявцева Каролін Возняцкі Софія Арвідссон Юлія Гергес          |
| 25 лютого | Regions Morgan Keegan Championships and the Cellular South Cup Мемфіс, США Tier III event Тверде (i) – $175,000 – 32S/32Q/16D Одиночний розряд – Парний розряд | Ліндсі Девенпорт Ліза Реймонд 6–3, 6–1                     | Анджела Гейнс Машона Вашінгтон      | Марина Еракович Шахар Пеєр           | Алла Кудрявцева Каролін Возняцкі Софія Арвідссон Юлія Гергес          |

### Березень
| Тиждень               | Турнір | Чемпіонки                                      | Фіналістки                | Півфіналістки                      | Чвертьфіналістки                                                      |
| --------------------- | --- | ---------------------------------------------- | ------------------------- | ---------------------------------- | --------------------------------------------------------------------- |
| 3 березня             | Canara Bank Bangalore Open Бенгалуру, Індія Tier II event Тверде – $600,000 – 28S/32Q/16D Одиночний розряд – Парний розряд | Серена Вільямс 7–5, 6–3                        | Патті Шнідер              | Янь Цзи Вінус Вільямс              | Єлена Янкович Акгуль Аманмурадова Анастасія Родіонова Віра Звонарьова |
| 3 березня             | Canara Bank Bangalore Open Бенгалуру, Індія Tier II event Тверде – $600,000 – 28S/32Q/16D Одиночний розряд – Парний розряд | Пен Шуай Сунь Тяньтянь 6–4, 5–7, [10–8]        | Латіша Чжань Чжуан Цзяжун | Янь Цзи Вінус Вільямс              | Єлена Янкович Акгуль Аманмурадова Анастасія Родіонова Віра Звонарьова |
| 10 березня 17 березня | Pacific Life Open Індіан-Веллс, США Tier I event Тверде – $2,100,000 – 96S/48Q/32D Одиночний розряд – Парний розряд        | Ана Іванович 6–4, 6–3                          | Світлана Кузнецова        | Єлена Янкович Марія Шарапова       | Віра Звонарьова Ліндсі Девенпорт Даніела Гантухова Агнешка Радванська |
| 10 березня 17 березня | Pacific Life Open Індіан-Веллс, США Tier I event Тверде – $2,100,000 – 96S/48Q/32D Одиночний розряд – Парний розряд        | Дінара Сафіна Олена Весніна 6–1, 1–6, [10–8]   | Янь Цзи Чжен Цзє          | Єлена Янкович Марія Шарапова       | Віра Звонарьова Ліндсі Девенпорт Даніела Гантухова Агнешка Радванська |
| 24 березня 31 березня | Sony Ericsson Open Key Biscayne, США Tier I event Тверде – $3,770,000 – 96S/48Q/32D Одиночний розряд – Парний розряд       | Серена Вільямс 6–1, 5–7, 6–3                   | Єлена Янкович             | Світлана Кузнецова Віра Звонарьова | Жустін Енен Вінус Вільямс Олена Дементьєва Дінара Сафіна              |
| 24 березня 31 березня | Sony Ericsson Open Key Biscayne, США Tier I event Тверде – $3,770,000 – 96S/48Q/32D Одиночний розряд – Парний розряд       | Катарина Среботнік Суґіяма Ай 7–5, 4–6, [10–3] | Кара Блек Лізель Губер    | Світлана Кузнецова Віра Звонарьова | Жустін Енен Вінус Вільямс Олена Дементьєва Дінара Сафіна              |

### Квітень
| Тиждень   | Турнір | Чемпіонки                                                  | Фіналістки                                               | Півфіналістки                      | Чвертьфіналістки                                             |
| --------- | --- | ---------------------------------------------------------- | -------------------------------------------------------- | ---------------------------------- | ------------------------------------------------------------ |
| 7 квітня  | Bausch & Lomb Championships Амелія (острів), США Tier II event Ґрунт – $600,000 (green) – 56S/32Q/16D Одиночний розряд – Парний розряд                                                       | Марія Шарапова 7–6(9–7), 6–3                               | Домініка Цібулкова                                       | Ліндсі Девенпорт Алізе Корне       | Альона Бондаренко Агнеш Савай Віржіні Раззано Амелі Моресмо  |
| 7 квітня  | Bausch & Lomb Championships Амелія (острів), США Tier II event Ґрунт – $600,000 (green) – 56S/32Q/16D Одиночний розряд – Парний розряд                                                       | Бетані Маттек-Сендс Владіміра Угліржова 6–3, 6–1           | Вікторія Азаренко Олена Весніна                          | Ліндсі Девенпорт Алізе Корне       | Альона Бондаренко Агнеш Савай Віржіні Раззано Амелі Моресмо  |
| 14 квітня | Family Circle Cup Чарлстон, США Tier I event Ґрунт – $1,340,000 (green) – 56S/24Q/28D Одиночний розряд – Парний розряд                                                                       | Серена Вільямс 6–4, 3–6, 6–3                               | Віра Звонарьова                                          | Олена Дементьєва Алізе Корне       | Єлена Янкович Патті Шнідер Агнеш Савай Марія Шарапова        |
| 14 квітня | Family Circle Cup Чарлстон, США Tier I event Ґрунт – $1,340,000 (green) – 56S/24Q/28D Одиночний розряд – Парний розряд                                                                       | Катарина Среботнік Суґіяма Ай 6–2, 6–2                     | Едіна Галловіц Ольга Говорцова                           | Олена Дементьєва Алізе Корне       | Єлена Янкович Патті Шнідер Агнеш Савай Марія Шарапова        |
| 14 квітня | Estoril Open Оейраш, Португалія Tier IV event Ґрунт (red) – $145,000 – 32S/32Q/16D Одиночний розряд – Парний розряд                                                                          | Марія Кириленко 6–4, 6–2                                   | Івета Бенешова                                           | Марет Ані Клара Коукалова          | Каміль Пен Ольга Савчук Карін Кнапп Татьяна Гарбін           |
| 14 квітня | Estoril Open Оейраш, Португалія Tier IV event Ґрунт (red) – $145,000 – 32S/32Q/16D Одиночний розряд – Парний розряд                                                                          | Марія Кириленко Флавія Пеннетта 6–4, 6–4                   | Мервана Югич-Салкич Іпек Шенолу                          | Марет Ані Клара Коукалова          | Каміль Пен Ольга Савчук Карін Кнапп Татьяна Гарбін           |
| 21 квітня | Світова група Кубка Федерації Moscow, Росія, clay (i) Пекін, КНР, hard (i) | Перемогли у півфіналі · Росія 3–2 · Іспанія 4–1            | Програли у півфіналі · Сполучені Штати Америки · Китай · |                                    |                                                              |
| 28 квітня | Grand Prix SAR La Princesse Lalla Meryem Fez, Марокко Tier IV event Ґрунт (red) – $145,000 – 32S/24Q/16D Grand Prix SAR La Princesse Lalla Meryem – Grand Prix SAR La Princesse Lalla Meryem | Хісела Дулко 7–6(7–2), 7–6(7–5)                            | Анабель Медіна Гаррігес                                  | Грета Арн Араван Резаї             | Ольга Савчук Петра Цетковська Аліса Клейбанова Сорана Кирстя |
| 28 квітня | Grand Prix SAR La Princesse Lalla Meryem Fez, Марокко Tier IV event Ґрунт (red) – $145,000 – 32S/24Q/16D Grand Prix SAR La Princesse Lalla Meryem – Grand Prix SAR La Princesse Lalla Meryem | Сорана Кирстя Анастасія Павлюченкова 6–2, 6–2              | Аліса Клейбанова Катерина Макарова                       | Грета Арн Араван Резаї             | Ольга Савчук Петра Цетковська Аліса Клейбанова Сорана Кирстя |
| 28 квітня | ECM Prague Open Прага, Чехія Tier IV event Ґрунт (red) – $145,000 – 32S/32Q/16D Одиночний розряд – Парний розряд                                                                             | Віра Звонарьова 7–6(7–2), 6–2                              | Вікторія Азаренко                                        | Катарина Среботнік Клара Коукалова | Роберта Вінчі Івета Бенешова Кароліна Плішкова Шахар Пеєр    |
| 28 квітня | ECM Prague Open Прага, Чехія Tier IV event Ґрунт (red) – $145,000 – 32S/32Q/16D Одиночний розряд – Парний розряд                                                                             | Андреа Сестіні Главачкова Луціє Градецька 1–6, 6–3, [10–6] | Джилл Крейбас Міхаелла Крайчек                           | Катарина Среботнік Клара Коукалова | Роберта Вінчі Івета Бенешова Кароліна Плішкова Шахар Пеєр    |

### Травень
| Тиждень            | Турнір | Чемпіонки                                                     | Фіналістки                                        | Півфіналістки                         | Чвертьфіналістки                                              |
| ------------------ | --- | ------------------------------------------------------------- | ------------------------------------------------- | ------------------------------------- | ------------------------------------------------------------- |
| 5 травня           | Qatar Telecom German Open Berlin, Німеччина Tier I event Ґрунт (red) – $1,340,000 – 56S/32Q/28D Одиночний розряд – Парний розряд                    | Дінара Сафіна 3–6, 6–2, 6–2                                   | Олена Дементьєва                                  | Вікторія Азаренко Ана Іванович        | Серена Вільямс Альона Бондаренко Єлена Янкович Агнеш Савай    |
| 5 травня           | Qatar Telecom German Open Berlin, Німеччина Tier I event Ґрунт (red) – $1,340,000 – 56S/32Q/28D Одиночний розряд – Парний розряд                    | Кара Блек Лізель Губер 3–6, 6–2, [10–2]                       | Нурія Льягостера Вівес Марія Хосе Мартінес Санчес | Вікторія Азаренко Ана Іванович        | Серена Вільямс Альона Бондаренко Єлена Янкович Агнеш Савай    |
| 12 травня          | Italian Open 2008 Rome, Італія Tier I event Ґрунт (red) – $1,340,000 – 56S/48Q/28D Одиночний розряд – Парний розряд                                 | Єлена Янкович 6–2, 6–2                                        | Алізе Корне                                       | Анна Чакветадзе Марія Шарапова        | Цветана Піронкова Серена Вільямс Вінус Вільямс Патті Шнідер   |
| 12 травня          | Italian Open 2008 Rome, Італія Tier I event Ґрунт (red) – $1,340,000 – 56S/48Q/28D Одиночний розряд – Парний розряд                                 | Латіша Чжань Чжуан Цзяжун 7–6(7–5), 6–3                       | Івета Бенешова Жанетта Гусарова                   | Анна Чакветадзе Марія Шарапова        | Цветана Піронкова Серена Вільямс Вінус Вільямс Патті Шнідер   |
| 19 травня          | İstanbul Cup Стамбул, Туреччина Tier III event Ґрунт (red) – $200,000 – 30S/26Q/16D Одиночний розряд – Парний розряд                                | Агнешка Радванська 6–3, 6–2                                   | Олена Дементьєва                                  | Акгуль Аманмурадова Цветана Піронкова | Джилл Крейбас Надія Петрова Ольга Говорцова Андрея Клепач     |
| 19 травня          | İstanbul Cup Стамбул, Туреччина Tier III event Ґрунт (red) – $200,000 – 30S/26Q/16D Одиночний розряд – Парний розряд                                | Джилл Крейбас Ольга Говорцова 6–1, 6–2                        | Марина Еракович Полона Герцог                     | Акгуль Аманмурадова Цветана Піронкова | Джилл Крейбас Надія Петрова Ольга Говорцова Андрея Клепач     |
| 19 травня          | Internationaux de Strasbourg Страсбург, Франція Tier III event Ґрунт (red) – $175,000 – 30S/32Q/16D Одиночний розряд – Парний розряд                | Анабель Медіна Гаррігес 4–6, 7–6(7–4), 6–0                    | Катарина Среботнік                                | Латіша Чжань Тімеа Бачинскі           | Пен Шуай Суґіяма Ай Флавія Пеннетта Альона Бондаренко         |
| 19 травня          | Internationaux de Strasbourg Страсбург, Франція Tier III event Ґрунт (red) – $175,000 – 30S/32Q/16D Одиночний розряд – Парний розряд                | Тетяна Перебийніс Янь Цзи 6–4, 6–7(3–7), [10–6]               | Латіша Чжань Чжуан Цзяжун                         | Латіша Чжань Тімеа Бачинскі           | Пен Шуай Суґіяма Ай Флавія Пеннетта Альона Бондаренко         |
| 26 травня 2 червня | Відкритий чемпіонат Франції з тенісу Paris, Франція Grand Slam Ґрунт (red) – $9,711,335 – 128S/96Q/64D/32X Одиночний розряд – Парний розряд – Мікст | Ана Іванович 6–4, 6–3                                         | Дінара Сафіна                                     | Світлана Кузнецова Єлена Янкович      | Олена Дементьєва Кая Канепі Карла Суарес Наварро Патті Шнідер |
| 26 травня 2 червня | Відкритий чемпіонат Франції з тенісу Paris, Франція Grand Slam Ґрунт (red) – $9,711,335 – 128S/96Q/64D/32X Одиночний розряд – Парний розряд – Мікст | Анабель Медіна Гаррігес Вірхінія Руано Паскуаль 2–6, 7–5, 6–4 | Кейсі Деллаква Франческа Ск'явоне                 | Світлана Кузнецова Єлена Янкович      | Олена Дементьєва Кая Канепі Карла Суарес Наварро Патті Шнідер |
| 26 травня 2 червня | Відкритий чемпіонат Франції з тенісу Paris, Франція Grand Slam Ґрунт (red) – $9,711,335 – 128S/96Q/64D/32X Одиночний розряд – Парний розряд – Мікст | Боб Браян Вікторія Азаренко 6–2, 7–6(7–4)                     | Ненад Зімоньїч Катарина Среботнік                 | Світлана Кузнецова Єлена Янкович      | Олена Дементьєва Кая Канепі Карла Суарес Наварро Патті Шнідер |

### Червень
| Тиждень             | Турнір | Чемпіонки                                                   | Фіналістки                                        | Півфіналістки                             | Чвертьфіналістки                                                     |
| ------------------- | --- | ----------------------------------------------------------- | ------------------------------------------------- | ----------------------------------------- | -------------------------------------------------------------------- |
| 9 червня            | DFS Classic Бірмінгем, Great Britain Tier III event Трава – $200,000 – 56S/32Q/16D Одиночний розряд – Парний розряд                   | Катерина Бондаренко 7–6(9–7), 3–6, 7–6(7–4)                 | Яніна Вікмаєр                                     | Марина Еракович Бетані Маттек-Сендс       | Петра Цетковська Альона Бондаренко Мелані Саут Ніколь Вайдішова      |
| 9 червня            | DFS Classic Бірмінгем, Great Britain Tier III event Трава – $200,000 – 56S/32Q/16D Одиночний розряд – Парний розряд                   | Кара Блек Лізель Губер 6–2, 6–1                             | Северін Бельтрам Вірхінія Руано Паскуаль          | Марина Еракович Бетані Маттек-Сендс       | Петра Цетковська Альона Бондаренко Мелані Саут Ніколь Вайдішова      |
| 9 червня            | Barcelona KIA Барселона, Іспанія Tier IV event Ґрунт (red) – $145,000 – 32S/28Q/16D Одиночний розряд – Парний розряд                  | Марія Кириленко 6–0, 6–2                                    | Марія Хосе Мартінес Санчес                        | Нурія Льягостера Вівес Стефані Коен-Алоро | Сара Еррані Луціє Шафарова Катерина Лопес Едіна Галловіц             |
| 9 червня            | Barcelona KIA Барселона, Іспанія Tier IV event Ґрунт (red) – $145,000 – 32S/28Q/16D Одиночний розряд – Парний розряд                  | Лурдес Домінгес Ліно Аранча Парра Сантонха 4–6, 7–5, [10–4] | Нурія Льягостера Вівес Марія Хосе Мартінес Санчес | Нурія Льягостера Вівес Стефані Коен-Алоро | Сара Еррані Луціє Шафарова Катерина Лопес Едіна Галловіц             |
| 16 червня           | International Women's Open Істборн, Great Britain Tier II event Трава – $600,000 – 28S/32Q/16D Одиночний розряд – Парний розряд       | Агнешка Радванська 6–4, 6–7(11–13), 6–4                     | Надія Петрова                                     | Саманта Стосур Маріон Бартолі             | Каролін Возняцкі Катерина Макарова Хісела Дулко Аліса Клейбанова     |
| 16 червня           | International Women's Open Істборн, Great Britain Tier II event Трава – $600,000 – 28S/32Q/16D Одиночний розряд – Парний розряд       | Кара Блек Лізель Губер 2–6, 6–0, 10–8                       | Квета Пешке Ренне Стаббс                          | Саманта Стосур Маріон Бартолі             | Каролін Возняцкі Катерина Макарова Хісела Дулко Аліса Клейбанова     |
| 16 червня           | Ordina Open Гертогенбос, Нідерланди Tier III event Трава – $175,000 – 30S/16Q/15D Одиночний розряд – Парний розряд                    | Тамарін Танасугарн 7–5, 6–3                                 | Дінара Сафіна                                     | Олена Дементьєва Альона Бондаренко        | Сорана Кирстя Катарина Среботнік Міхаелла Крайчек Анна Чакветадзе    |
| 16 червня           | Ordina Open Гертогенбос, Нідерланди Tier III event Трава – $175,000 – 30S/16Q/15D Одиночний розряд – Парний розряд                    | Марина Еракович Міхаелла Крайчек 6–3, 6–2                   | Ліга Декмеєре Анджелік Кербер                     | Олена Дементьєва Альона Бондаренко        | Сорана Кирстя Катарина Среботнік Міхаелла Крайчек Анна Чакветадзе    |
| 23 червня 30 червня | Вімблдонський турнір London, Great Britain Grand Slam Трава – $10,524,070 – 128S/96Q/64D/32X Одиночний розряд – Парний розряд – Мікст | Вінус Вільямс 7–5, 6–4                                      | Серена Вільямс                                    | Чжен Цзє Олена Дементьєва                 | Ніколь Вайдішова Агнешка Радванська Надія Петрова Тамарін Танасугарн |
| 23 червня 30 червня | Вімблдонський турнір London, Great Britain Grand Slam Трава – $10,524,070 – 128S/96Q/64D/32X Одиночний розряд – Парний розряд – Мікст | Серена Вільямс Вінус Вільямс 6–2, 6–2                       | Ліза Реймонд Саманта Стосур                       | Чжен Цзє Олена Дементьєва                 | Ніколь Вайдішова Агнешка Радванська Надія Петрова Тамарін Танасугарн |
| 23 червня 30 червня | Вімблдонський турнір London, Great Britain Grand Slam Трава – $10,524,070 – 128S/96Q/64D/32X Одиночний розряд – Парний розряд – Мікст | Боб Браян Саманта Стосур 7–5, 6–4                           | Майк Браян Катарина Среботнік                     | Чжен Цзє Олена Дементьєва                 | Ніколь Вайдішова Агнешка Радванська Надія Петрова Тамарін Танасугарн |

### Липень
| Тиждень  | Турнір | Чемпіонки                                                | Фіналістки                             | Півфіналістки                           | Чвертьфіналістки                                                                |
| -------- | --- | -------------------------------------------------------- | -------------------------------------- | --------------------------------------- | ------------------------------------------------------------------------------- |
| 7 липня  | Budapest Grand Prix Будапешт, Угорщина Tier III event Ґрунт (red) – $175,000 – 30S/31Q/16D Одиночний розряд – Парний розряд             | Алізе Корне 7–6(7–5), 6–3                                | Андрея Клепач                          | Кароліна Шпрем Грета Арн                | Петра Квітова Каталін Мароші Клара Коукалова Анна-Лена Гренефельд               |
| 7 липня  | Budapest Grand Prix Будапешт, Угорщина Tier III event Ґрунт (red) – $175,000 – 30S/31Q/16D Одиночний розряд – Парний розряд             | Алізе Корне Жанетта Гусарова 6–7(5–7), 6–1, [10–6]       | Ванесса Генке Ралука Олару             | Кароліна Шпрем Грета Арн                | Петра Квітова Каталін Мароші Клара Коукалова Анна-Лена Гренефельд               |
| 7 липня  | Internazionali Femminili di Palermo Палермо, Італія Tier IV event Ґрунт (red) – $145,000 – 32S/32Q/16D Одиночний розряд – Парний розряд | Сара Еррані 6–2, 6–3                                     | Марія Коритцева                        | Флавія Пеннетта Анабель Медіна Гаррігес | Маргаліта Чахнашвілі Карла Суарес Наварро Анастасія Павлюченкова Татьяна Гарбін |
| 7 липня  | Internazionali Femminili di Palermo Палермо, Італія Tier IV event Ґрунт (red) – $145,000 – 32S/32Q/16D Одиночний розряд – Парний розряд | Сара Еррані Нурія Льягостера Вівес 2–6, 7–6(7–1), [10–4] | Алла Кудрявцева Анастасія Павлюченкова | Флавія Пеннетта Анабель Медіна Гаррігес | Маргаліта Чахнашвілі Карла Суарес Наварро Анастасія Павлюченкова Татьяна Гарбін |
| 14 липня | Bank of the West Classic Стенфорд, США Tier II event Тверде – $600,000 – 28S/32Q/16D Одиночний розряд – Парний розряд                   | Александра Возняк 7–5, 6–3                               | Маріон Бартолі                         | Серена Вільямс Суґіяма Ай               | Патті Шнідер Саманта Стосур Домініка Цібулкова Анна Чакветадзе                  |
| 14 липня | Bank of the West Classic Стенфорд, США Tier II event Тверде – $600,000 – 28S/32Q/16D Одиночний розряд – Парний розряд                   | Кара Блек Лізель Губер 6–4, 6–3                          | Олена Весніна Віра Звонарьова          | Серена Вільямс Суґіяма Ай               | Патті Шнідер Саманта Стосур Домініка Цібулкова Анна Чакветадзе                  |
| 14 липня | Gastein Ladies Бад-Гастайн, Австрія Tier III event Ґрунт (red) – $175,000 – 32S/32Q/16D Одиночний розряд – Парний розряд                | Полін Пармантьє 6–4, 6–4                                 | Луціє Градецька                        | Агнеш Савай Марія Коритцева             | Івета Бенешова Івонн Мойсбургер Тереза Гладікова Патріція Майр-Ахлайтнер        |
| 14 липня | Gastein Ladies Бад-Гастайн, Австрія Tier III event Ґрунт (red) – $175,000 – 32S/32Q/16D Одиночний розряд – Парний розряд                | Андреа Сестіні Главачкова Луціє Градецька 6–3, 6–3       | Сесил Каратанчева Наташа Зорич         | Агнеш Савай Марія Коритцева             | Івета Бенешова Івонн Мойсбургер Тереза Гладікова Патріція Майр-Ахлайтнер        |
| 21 липня | East West Bank Classic Карсон, США Tier II event Тверде – $600,000 – 56S/32Q/16D Одиночний розряд – Парний розряд                       | Дінара Сафіна 6–4, 6–2                                   | Флавія Пеннетта                        | Єлена Янкович Бетані Маттек-Сендс       | Надія Петрова Вікторія Азаренко Сібіль Баммер Юань Мен                          |
| 21 липня | East West Bank Classic Карсон, США Tier II event Тверде – $600,000 – 56S/32Q/16D Одиночний розряд – Парний розряд                       | Латіша Чжань Чжуан Цзяжун 2–6, 7–5, [10–4]               | Ева Грдінова Владіміра Угліржова       | Єлена Янкович Бетані Маттек-Сендс       | Надія Петрова Вікторія Азаренко Сібіль Баммер Юань Мен                          |
| 21 липня | Banka Koper Slovenia Open Порторож, Словенія Tier IV event Тверде – $145,000 – 32S/32Q/16D Одиночний розряд – Парний розряд             | Сара Еррані 6–3, 6–3                                     | Анабель Медіна Гаррігес                | Каролін Возняцкі Юлія Гергес            | Марія Кириленко Віра Душевіна Олена Бовіна Петра Мартич                         |
| 21 липня | Banka Koper Slovenia Open Порторож, Словенія Tier IV event Тверде – $145,000 – 32S/32Q/16D Одиночний розряд – Парний розряд             | Анабель Медіна Гаррігес Вірхінія Руано Паскуаль 6–4, 6–1 | Віра Душевіна Катерина Макарова        | Каролін Возняцкі Юлія Гергес            | Марія Кириленко Віра Душевіна Олена Бовіна Петра Мартич                         |
| 28 липня | Rogers Cup Монреаль, Канада Tier I event Тверде – $1,340,000 – 56S/48Q/28D Одиночний розряд – Парний розряд                             | Дінара Сафіна 6–2, 6–1                                   | Домініка Цібулкова                     | Вікторія Азаренко Маріон Бартолі        | Таміра Пашек Світлана Кузнецова Суґіяма Ай Єлена Янкович                        |
| 28 липня | Rogers Cup Монреаль, Канада Tier I event Тверде – $1,340,000 – 56S/48Q/28D Одиночний розряд – Парний розряд                             | Кара Блек Лізель Губер 6–1, 6–1                          | Марія Кириленко Флавія Пеннетта        | Вікторія Азаренко Маріон Бартолі        | Таміра Пашек Світлана Кузнецова Суґіяма Ай Єлена Янкович                        |
| 28 липня | Nordea Nordic Light Open Стокгольм, Швеція Tier IV event Тверде – $145,000 – 32S/16Q/16D Одиночний розряд – Парний розряд               | Каролін Возняцкі 6–0, 6–2                                | Віра Душевіна                          | Агнешка Радванська Катарина Среботнік   | Каміль Пен Анабель Медіна Гаррігес Вірхінія Руано Паскуаль Івета Бенешова       |
| 28 липня | Nordea Nordic Light Open Стокгольм, Швеція Tier IV event Тверде – $145,000 – 32S/16Q/16D Одиночний розряд – Парний розряд               | Івета Бенешова Барбора Стрицова 7–5, 6–4                 | Петра Цетковська Луціє Шафарова        | Агнешка Радванська Катарина Среботнік   | Каміль Пен Анабель Медіна Гаррігес Вірхінія Руано Паскуаль Івета Бенешова       |

### Серпень
| Тиждень             | Турнір | Чемпіонки                                      | Фіналістки                                      | Півфіналістки                       | Півфіналістки                         | Чвертьфіналістки                                              |
| ------------------- | --- | ---------------------------------------------- | ----------------------------------------------- | ----------------------------------- | ------------------------------------- | ------------------------------------------------------------- |
| 11 серпня           | Теніс на літніх Олімпійських іграх Пекін, КНР Тверде – $0 – 64S/32D Теніс на літніх Олімпійських іграх 2008 — жіночий одиночний турнір – Теніс на літніх Олімпійських іграх 2008 — жіночий парний турнір | Золото                                         | Срібло                                          | Бронза                              | Fourth place                          | Сібіль Баммер Серена Вільямс Вінус Вільямс Єлена Янкович      |
| 11 серпня           | Теніс на літніх Олімпійських іграх Пекін, КНР Тверде – $0 – 64S/32D Теніс на літніх Олімпійських іграх 2008 — жіночий одиночний турнір – Теніс на літніх Олімпійських іграх 2008 — жіночий парний турнір | Олена Дементьєва 3–6, 7–5, 6–3                 | Дінара Сафіна                                   | Віра Звонарьова 6–0, 7–5            | Лі На                                 | Сібіль Баммер Серена Вільямс Вінус Вільямс Єлена Янкович      |
| 11 серпня           | Теніс на літніх Олімпійських іграх Пекін, КНР Тверде – $0 – 64S/32D Теніс на літніх Олімпійських іграх 2008 — жіночий одиночний турнір – Теніс на літніх Олімпійських іграх 2008 — жіночий парний турнір | Серена Вільямс Вінус Вільямс 6–2, 6–0          | Анабель Медіна Гаррігес Вірхінія Руано Паскуаль | Янь Цзи Чжен Цзє 6–2, 6–2           | Альона Бондаренко Катерина Бондаренко | Сібіль Баммер Серена Вільямс Вінус Вільямс Єлена Янкович      |
| 11 серпня           | Western & Southern Financial Group Masters 2008 and Women's Open Мейсон, США Tier III event Тверде – $175,000 – 32S/16Q/16D Одиночний розряд – Парний розряд                                             | Надія Петрова 6–2, 6–1                         | Наталі Деші                                     | Амелі Моресмо Марія Кириленко       | Амелі Моресмо Марія Кириленко         | Ваня Кінг Александра Возняк Сабіне Лісіцкі Лілія Остерло      |
| 11 серпня           | Western & Southern Financial Group Masters 2008 and Women's Open Мейсон, США Tier III event Тверде – $175,000 – 32S/16Q/16D Одиночний розряд – Парний розряд                                             | Марія Кириленко Надія Петрова 6–3, 4–6, [10–8] | Сє Шувей Ярослава Шведова                       | Амелі Моресмо Марія Кириленко       | Амелі Моресмо Марія Кириленко         | Ваня Кінг Александра Возняк Сабіне Лісіцкі Лілія Остерло      |
| 18 серпня           | Pilot Pen Tennis Нью-Гейвен (Коннектикут), США Tier II event Тверде – $600,000 – 28S/32Q/16D Одиночний розряд – Парний розряд                                                                            | Каролін Возняцкі 3–6, 6–4, 6–1                 | Анна Чакветадзе                                 | Амелі Моресмо Алізе Корне           | Амелі Моресмо Алізе Корне             | Сорана Кирстя Агнеш Савай Маріон Бартолі Даніела Гантухова    |
| 18 серпня           | Pilot Pen Tennis Нью-Гейвен (Коннектикут), США Tier II event Тверде – $600,000 – 28S/32Q/16D Одиночний розряд – Парний розряд                                                                            | Квета Пешке Ліза Реймонд 4–6, 7–5, [10–7]      | Сорана Кирстя Моніка Нікулеску                  | Амелі Моресмо Алізе Корне           | Амелі Моресмо Алізе Корне             | Сорана Кирстя Агнеш Савай Маріон Бартолі Даніела Гантухова    |
| 18 серпня           | Forest Hills Tennis Classic Forest Hills, США Tier IV event Тверде – $74,800 – 16S Forest Hills Tennis Classic                                                                                           | Луціє Шафарова 6–4, 6–2                        | Пен Шуай                                        | Карла Суарес Наварро Івета Бенешова | Карла Суарес Наварро Івета Бенешова   | Віра Душевіна Мартіна Мюллер Катерина Макарова Джамея Джексон |
| 25 серпня 1 вересня | Відкритий чемпіонат США з тенісу New York City, США Grand Slam Тверде – $9,350,000 – 128S/96Q/64D/32X Одиночний розряд – Парний розряд – Мікст                                                           | Серена Вільямс 6–4, 7–5                        | Єлена Янкович                                   | Дінара Сафіна Олена Дементьєва      | Дінара Сафіна Олена Дементьєва        | Флавія Пеннетта Вінус Вільямс Патті Шнідер Сібіль Баммер      |
| 25 серпня 1 вересня | Відкритий чемпіонат США з тенісу New York City, США Grand Slam Тверде – $9,350,000 – 128S/96Q/64D/32X Одиночний розряд – Парний розряд – Мікст                                                           | Кара Блек Лізель Губер 6–3, 7–6(8–6)           | Ліза Реймонд Саманта Стосур                     | Дінара Сафіна Олена Дементьєва      | Дінара Сафіна Олена Дементьєва        | Флавія Пеннетта Вінус Вільямс Патті Шнідер Сібіль Баммер      |
| 25 серпня 1 вересня | Відкритий чемпіонат США з тенісу New York City, США Grand Slam Тверде – $9,350,000 – 128S/96Q/64D/32X Одиночний розряд – Парний розряд – Мікст                                                           | Леандер Паес Кара Блек 7–6(8–6), 6–4           | Джеймі Маррей Лізель Губер                      | Дінара Сафіна Олена Дементьєва      | Дінара Сафіна Олена Дементьєва        | Флавія Пеннетта Вінус Вільямс Патті Шнідер Сібіль Баммер      |

### Вересень
| Тиждень    | Турнір | Чемпіонки                                         | Фіналістки                          | Півфіналістки                    | Чвертьфіналістки                                                          |
| ---------- | --- | ------------------------------------------------- | ----------------------------------- | -------------------------------- | ------------------------------------------------------------------------- |
| 8 вересня  | Commonwealth Bank Tennis Classic Балі (провінція), Індонезія Tier III event Тверде – $225,000 – 30S/8Q/16D Одиночний розряд – Парний розряд | Патті Шнідер 6–3, 6–0                             | Таміра Пашек                        | Даніела Гантухова Надія Петрова  | Латіша Чжань Флавія Пеннетта Франческа Ск'явоне Марта Домаховська         |
| 8 вересня  | Commonwealth Bank Tennis Classic Балі (провінція), Індонезія Tier III event Тверде – $225,000 – 30S/8Q/16D Одиночний розряд – Парний розряд | Сє Шувей Пен Шуай 6–7(4–7), 7–6(7–3), [10–7]      | Марта Домаховська Надія Петрова     | Даніела Гантухова Надія Петрова  | Латіша Чжань Флавія Пеннетта Франческа Ск'явоне Марта Домаховська         |
| 8 вересня  | Світова група Кубка Федерації Мадрид, Іспанія, clay                                                                                         | Росія · 4–0 ·                                     | Іспанія ·                           |                                  |                                                                           |
| 15 вересня | Toray Pan Pacific Open Tokyo, Японія Tier I event Тверде – $1,340,000 – 28S/32Q/16D Одиночний розряд – Парний розряд                        | Дінара Сафіна 6–1, 6–3                            | Світлана Кузнецова                  | Катарина Среботнік Надія Петрова | Єлена Янкович Олена Дементьєва Кая Канепі Агнешка Радванська              |
| 15 вересня | Toray Pan Pacific Open Tokyo, Японія Tier I event Тверде – $1,340,000 – 28S/32Q/16D Одиночний розряд – Парний розряд                        | Ваня Кінг Надія Петрова 6–1, 6–4                  | Ліза Реймонд Саманта Стосур         | Катарина Среботнік Надія Петрова | Єлена Янкович Олена Дементьєва Кая Канепі Агнешка Радванська              |
| 15 вересня | Guangzhou International Women's Open Гуанчжоу, КНР Tier III event Тверде – $175,000 – 32S/21Q/16D Одиночний розряд – Парний розряд          | Віра Звонарьова 6–7(4–7), 6–0, 6–2                | Пен Шуай                            | Чжен Цзє Каміль Пен              | Карін Кнапп Таміра Пашек Джилл Крейбас Аранча Рус                         |
| 15 вересня | Guangzhou International Women's Open Гуанчжоу, КНР Tier III event Тверде – $175,000 – 32S/21Q/16D Одиночний розряд – Парний розряд          | Марія Коритцева Тетяна Пучек 6–3, 4–6, [10–8]     | Сунь Тяньтянь Янь Цзи               | Чжен Цзє Каміль Пен              | Карін Кнапп Таміра Пашек Джилл Крейбас Аранча Рус                         |
| 22 вересня | China Open Пекін, КНР Tier II event Тверде – $600,000 – 28S/32Q/16D China Open – Парний розряд                                              | Єлена Янкович 6–3, 6–2                            | Світлана Кузнецова                  | Віра Звонарьова Чжен Цзє         | Даніела Гантухова Анабель Медіна Гаррігес Домініка Цібулкова Ана Іванович |
| 22 вересня | China Open Пекін, КНР Tier II event Тверде – $600,000 – 28S/32Q/16D China Open – Парний розряд                                              | Анабель Медіна Гаррігес Каролін Возняцкі 6–1, 6–3 | Хань Сіньюнь Сюй Їфань              | Віра Звонарьова Чжен Цзє         | Даніела Гантухова Анабель Медіна Гаррігес Домініка Цібулкова Ана Іванович |
| 22 вересня | Hansol Korea Open Сеул, Південна Корея Tier IV event Тверде – $145,000 – 32S/32Q/16D Одиночний розряд – Парний розряд                       | Марія Кириленко 2–6, 6–1, 6–4                     | Саманта Стосур                      | Кая Канепі Джилл Крейбас         | Полін Пармантьє Яніна Вікмаєр Катерина Макарова Шахар Пеєр                |
| 22 вересня | Hansol Korea Open Сеул, Південна Корея Tier IV event Тверде – $145,000 – 32S/32Q/16D Одиночний розряд – Парний розряд                       | Чжуан Цзяжун Сє Шувей 6–3, 6–0                    | Віра Душевіна Марія Кириленко       | Кая Канепі Джилл Крейбас         | Полін Пармантьє Яніна Вікмаєр Катерина Макарова Шахар Пеєр                |
| 29 вересня | Porsche Tennis Grand Prix Штутгарт, Німеччина Tier II event Тверде (i) – $650,000 – 28S/32Q/16D Одиночний розряд – Парний розряд            | Єлена Янкович 6–4, 6–3                            | Надія Петрова                       | Вікторія Азаренко Вінус Вільямс  | Лі На Олена Дементьєва Дінара Сафіна Віра Звонарьова                      |
| 29 вересня | Porsche Tennis Grand Prix Штутгарт, Німеччина Tier II event Тверде (i) – $650,000 – 28S/32Q/16D Одиночний розряд – Парний розряд            | Анна-Лена Гренефельд Патті Шнідер 6–2, 6–4        | Квета Пешке Ренне Стаббс            | Вікторія Азаренко Вінус Вільямс  | Лі На Олена Дементьєва Дінара Сафіна Віра Звонарьова                      |
| 29 вересня | Відкритий чемпіонат Японії з тенісу AIG Tokyo, Японія Tier III event Тверде – $175,000 – 32S/32Q/16D Одиночний розряд – Парний розряд       | Каролін Возняцкі 6–2, 3–6, 6–1                    | Кая Канепі                          | Ярміла Вулф Александра Возняк    | Тамарін Танасугарн Клара Коукалова Анастасія Павлюченкова Саманта Стосур  |
| 29 вересня | Відкритий чемпіонат Японії з тенісу AIG Tokyo, Японія Tier III event Тверде – $175,000 – 32S/32Q/16D Одиночний розряд – Парний розряд       | Джилл Крейбас Марина Еракович 4–6, 7–5, [10–6]    | Моріта Аюмі Накамура Айко           | Ярміла Вулф Александра Возняк    | Тамарін Танасугарн Клара Коукалова Анастасія Павлюченкова Саманта Стосур  |
| 29 вересня | Tashkent Open Ташкент, Узбекистан Tier IV event Тверде – $145,000 – 32S/16Q/16D Одиночний розряд – Парний розряд                            | Сорана Кирстя 2–6, 6–4, 7–6(7–4)                  | Сабіне Лісіцкі                      | Пен Шуай Магдалена Рибарикова    | Моніка Нікулеску Уршуля Радванська Мішель Ларшер де Бріту Ралука Олару    |
| 29 вересня | Tashkent Open Ташкент, Узбекистан Tier IV event Тверде – $145,000 – 32S/16Q/16D Одиночний розряд – Парний розряд                            | Ралука Олару Ольга Савчук 5–7, 7–5, [10–7]        | Ніна Братчикова Катрін Верле-Шеллер | Пен Шуай Магдалена Рибарикова    | Моніка Нікулеску Уршуля Радванська Мішель Ларшер де Бріту Ралука Олару    |

### Жовтень
| Тиждень   | Турнір | Чемпіонки                                      | Фіналістки                        | Півфіналістки                        | Чвертьфіналістки                                                       |
| --------- | --- | ---------------------------------------------- | --------------------------------- | ------------------------------------ | ---------------------------------------------------------------------- |
| 6 жовтня  | Кубок Кремля Moscow, Росія Tier I event Тверде (i) – $1,340,000 – 28S/32Q/16D Одиночний розряд – Парний розряд                                | Єлена Янкович 6–2, 6–4                         | Віра Звонарьова                   | Олена Дементьєва Дінара Сафіна       | Флавія Пеннетта Надія Петрова Домініка Цібулкова Світлана Кузнецова    |
| 6 жовтня  | Кубок Кремля Moscow, Росія Tier I event Тверде (i) – $1,340,000 – 28S/32Q/16D Одиночний розряд – Парний розряд                                | Надія Петрова Катарина Среботнік 6–4, 6–4      | Кара Блек Лізель Губер            | Олена Дементьєва Дінара Сафіна       | Флавія Пеннетта Надія Петрова Домініка Цібулкова Світлана Кузнецова    |
| 13 жовтня | Zurich Open Цюрих, Швейцарія Tier II event Тверде (i) – $600,000 – 28S/32Q/16D Одиночний розряд – Парний розряд                               | Вінус Вільямс 7–6(7–1), 6–2                    | Флавія Пеннетта                   | Анабель Медіна Гаррігес Ана Іванович | Катарина Среботнік Вікторія Азаренко Франческа Ск'явоне Петра Квітова  |
| 13 жовтня | Zurich Open Цюрих, Швейцарія Tier II event Тверде (i) – $600,000 – 28S/32Q/16D Одиночний розряд – Парний розряд                               | Кара Блек Лізель Губер 6–1, 7–6(7–3)           | Анна-Лена Гренефельд Патті Шнідер | Анабель Медіна Гаррігес Ана Іванович | Катарина Среботнік Вікторія Азаренко Франческа Ск'явоне Петра Квітова  |
| 20 жовтня | Generali Ladies Linz Лінц, Австрія Tier II event Тверде (i) – $600,000 – 28S/32Q/16D Одиночний розряд – Парний розряд                         | Ана Іванович 6–2, 6–1                          | Віра Звонарьова                   | Агнешка Радванська Маріон Бартолі    | Флавія Пеннетта Надія Петрова Альона Бондаренко Алізе Корне            |
| 20 жовтня | Generali Ladies Linz Лінц, Австрія Tier II event Тверде (i) – $600,000 – 28S/32Q/16D Одиночний розряд – Парний розряд                         | Катарина Среботнік Суґіяма Ай 6–4, 7–5         | Кара Блек Лізель Губер            | Агнешка Радванська Маріон Бартолі    | Флавія Пеннетта Надія Петрова Альона Бондаренко Алізе Корне            |
| 20 жовтня | Fortis Championships Luxembourg Kockelscheuer, Люксембург Tier III event Тверде (i) – $225,000 – 32S/32Q/16D Одиночний розряд – Парний розряд | Олена Дементьєва 2–6, 6–4, 7–6(7–4)            | Каролін Возняцкі                  | Сорана Кирстя Лі На                  | Амелі Моресмо Даніела Гантухова Анабель Медіна Гаррігес Івета Бенешова |
| 20 жовтня | Fortis Championships Luxembourg Kockelscheuer, Люксембург Tier III event Тверде (i) – $225,000 – 32S/32Q/16D Одиночний розряд – Парний розряд | Сорана Кирстя Марина Еракович 2–6, 6–3, [10–8] | Віра Душевіна Марія Коритцева     | Сорана Кирстя Лі На                  | Амелі Моресмо Даніела Гантухова Анабель Медіна Гаррігес Івета Бенешова |
| 27 жовтня | Challenge Bell Квебек (місто), Канада Tier III event Килим (i) – $175,000 – 32S/32Q/16D Одиночний розряд – Парний розряд                      | Надія Петрова 4–6, 6–4, 6–1                    | Бетані Маттек-Сендс               | Анджела Гейнс Александра Возняк      | Мелінда Цінк Наталі Деші Галина Воскобоєва Мелані Уден                 |
| 27 жовтня | Challenge Bell Квебек (місто), Канада Tier III event Килим (i) – $175,000 – 32S/32Q/16D Одиночний розряд – Парний розряд                      | Анна-Лена Гренефельд Ваня Кінг 7–6(7–3), 6–4   | Джилл Крейбас Тамарін Танасугарн  | Анджела Гейнс Александра Возняк      | Мелінда Цінк Наталі Деші Галина Воскобоєва Мелані Уден                 |

### Листопад
| Тиждень     | Турнір | Чемпіонки                        | Фіналістки               | Півфіналістки                  | Чвертьфіналістки                                                                              |
| ----------- | --- | -------------------------------- | ------------------------ | ------------------------------ | --------------------------------------------------------------------------------------------- |
| 3 листопада | Чемпіонат Туру WTA Доха, Катар Рік-end Турнір Тверде – $4,550,000 – 8S (round robin)/4D Sony Ericsson Championships – Парний розряд | Вінус Вільямс 6–7(5–7), 6–0, 6–2 | Віра Звонарьова          | Олена Дементьєва Єлена Янкович | Ана Іванович Світлана Кузнецова Дінара Сафіна Серена Вільямс Надія Петрова Агнешка Радванська |
| 3 листопада | Чемпіонат Туру WTA Доха, Катар Рік-end Турнір Тверде – $4,550,000 – 8S (round robin)/4D Sony Ericsson Championships – Парний розряд | Кара Блек Лізель Губер 6–1, 7–5  | Квета Пешке Ренне Стаббс | Олена Дементьєва Єлена Янкович | Ана Іванович Світлана Кузнецова Дінара Сафіна Серена Вільямс Надія Петрова Агнешка Радванська |

## Статистика

### Титули
Список тенісисток які перемагали на турнірах:
- Єлена Янкович – Rome, Beijing, Stuttgart and Moscow (4)
- Дінара Сафіна – Berlin, Los Angeles, Montréal and Tokyo (Tier I) (4)
- Серена Вільямс – Bangalore, Key Biscayne, Charleston, and US Open (4)
- Олена Дементьєва – Dubai, Beijing Olympics, and Люксембург (3)
- Ана Іванович – Indian Wells, French Open, and Linz (3)
- Марія Кириленко – Estoril, Barcelona and Seoul (3)
- Агнешка Радванська – Pattaya, Istanbul, and Eastbourne (3)
- Марія Шарапова – Australian Open, Doha, and Amelia Island (3)
- Вінус Вільямс – Wimbledon, Zürich, and Турніри WTA Tour (3)
- Каролін Возняцкі – Stockholm, New Haven, and Tokyo (Tier III) (3)
- Ліндсі Девенпорт – Auckland and Memphis (2)
- Сара Еррані – Palermo and Portorož (2)
- Жустін Енен – Sydney and Antwerp (2)
- Флавія Пеннетта – Viña del Mar and Acapulco (2)
- Надія Петрова – Cincinnati and Quebec City (2)
- Віра Звонарьова – Prague and Guangzhou (2)
- Катерина Бондаренко – Birmingham (1)
- Анна Чакветадзе – Paris (1)
- Сорана Кирстя – Tashkent (1)
- Алізе Корне – Budapest (1)
- Елені Даніліду – Hobart (1)
- Хісела Дулко – Fes (1)
- Нурія Льягостера Вівес – Bogotá (1)
- Анабель Медіна Гаррігес – Strasbourg (1)
- Лі На – Gold Coast (1)
- Полін Пармантьє – Bad Gastein (1)
- Луціє Шафарова – Forest Hills (1)
- Патті Шнідер – Bali (1)
- Тамарін Танасугарн – 's-Hertogenbosch (1)
- Александра Возняк – Stanford (1)

Тенісистки які здобули перший титул:
- Катерина Бондаренко – Birmingham
- Алізе Корне – Budapest
- Сара Еррані – Palermo
- Каролін Возняцкі – Stockholm
- Александра Возняк – Stanford
- Сорана Кирстя – Tashkent

Титули за країнами:
- Росія – 18 (Australian Open, Paris, Doha, Dubai, Amelia Island, Estoril, Prague, Berlin, Barcelona, Los Angeles, Montréal, Olympics, Cincinnati, Tokyo, Guangzhou, Seoul, Люксембург, and Quebec City)
- США – 9 (Auckland, Memphis, Bangalore, Key Biscayne, Charleston, Wimbledon, US Open, Zürich, and Турніри WTA Tour)
- Сербія – 7 (Indian Wells, Rome, French Open, Beijing, Stuttgart, Moscow, and Linz)
- Італія – 4 (Viña del Mar, Acapulco, Palermo, and Portorož)
- Данія – 3 (Stockholm, New Haven, and Tokyo (Tier III))
- Польща – 3 (Pattaya, Istanbul, and Eastbourne)
- Бельгія – 2 (Sydney and Antwerp)
- Іспанія – 2 (Bogotá and Strasbourg)
- Франція – 2 (Budapest and Bad Gastein)
- Аргентина – 1 (Fes)
- Канада – 1 (Stanford)
- КНР – 1 (Gold Coast)
- Чехія – 1 (Forest Hills)
- Греція – 1 (Hobart)
- Румунія – 1 (Tashkent)
- Швейцарія – 1 (Bali)
- Таїланд – 1 ('s-Hertogenbosch)
- Україна – 1 (Birmingham)

### Рейтинги
| Одиночний розряд, Championship Race (3 листопада 2008) | Одиночний розряд, Championship Race (3 листопада 2008) | Одиночний розряд, Championship Race (3 листопада 2008) | Одиночний розряд, Championship Race (3 листопада 2008) | Одиночний розряд, Championship Race (3 листопада 2008) |
| ------------------------------------------------------ | ------------------------------------------------------ | ------------------------------------------------------ | ------------------------------------------------------ | ------------------------------------------------------ |
| Ранг                                                   | Тенісистка                                             | Країна                                                 | Пункти                                                 | Турнірів                                               |
| 1                                                      | Єлена Янкович                                          | Сербія                                                 | 4,786                                                  | 21                                                     |
| 2                                                      | Дінара Сафіна                                          | Росія                                                  | 3,823                                                  | 20                                                     |
| 3                                                      | Серена Вільямс                                         | USA                                                    | 3,681                                                  | 12                                                     |
| 4                                                      | Олена Дементьєва                                       | Росія                                                  | 3,400                                                  | 18                                                     |
| 5                                                      | Ана Іванович                                           | Сербія                                                 | 3,353                                                  | 17                                                     |
| 6                                                      | Віра Звонарьова                                        | Росія                                                  | 2,626                                                  | 24                                                     |
| 7                                                      | Світлана Кузнецова                                     | Росія                                                  | 2,623                                                  | 18                                                     |
| 8                                                      | Вінус Вільямс                                          | USA                                                    | 2,522                                                  | 13                                                     |
| 9                                                      | Марія Шарапова                                         | Росія                                                  | 2,515                                                  | 9                                                      |
| 10                                                     | Агнешка Радванська                                     | Польща                                                 | 2,256                                                  | 23                                                     |
| 11                                                     | Надія Петрова                                          | Росія                                                  | 1,914                                                  | 24                                                     |
| 12                                                     | Флавія Пеннетта                                        | Італія                                                 | 1,814                                                  | 26                                                     |
| 13                                                     | Каролін Возняцкі                                       | Данія                                                  | 1,756                                                  | 23                                                     |
| 14                                                     | Патті Шнідер                                           | Швейцарія                                              | 1,596                                                  | 23                                                     |
| 15                                                     | Алізе Корне                                            | Франція                                                | 1,499                                                  | 23                                                     |
| 16                                                     | Вікторія Азаренко                                      | Білорусь                                               | 1,497                                                  | 20                                                     |
| 17                                                     | Маріон Бартолі                                         | Франція                                                | 1,487                                                  | 25                                                     |
| 18                                                     | Домініка Цібулкова                                     | Словаччина                                             | 1,447                                                  | 25                                                     |
| 19                                                     | Катарина Среботнік                                     | Словенія                                               | 1,410                                                  | 24                                                     |
| 20                                                     | Анна Чакветадзе                                        | Росія                                                  | 1,370                                                  | 23                                                     |

| Одиночний розряд, рейтинг на кінець року | Одиночний розряд, рейтинг на кінець року | Одиночний розряд, рейтинг на кінець року | Одиночний розряд, рейтинг на кінець року | Одиночний розряд, рейтинг на кінець року |
| ---------------------------------------- | ---------------------------------------- | ---------------------------------------- | ---------------------------------------- | ---------------------------------------- |
| Ранг                                     | Тенісистка                               | Країна                                   | Пункти                                   | Зміна                                    |
| 1                                        | Єлена Янкович                            | Сербія                                   | 4,710                                    | +2                                       |
| 2                                        | Серена Вільямс                           | USA                                      | 3,866                                    | +5                                       |
| 3                                        | Дінара Сафіна                            | Росія                                    | 3,817                                    | +12                                      |
| 4                                        | Олена Дементьєва                         | Росія                                    | 3,663                                    | +7                                       |
| 5                                        | Ана Іванович                             | Сербія                                   | 3,457                                    | -1                                       |
| 6                                        | Вінус Вільямс                            | USA                                      | 3,272                                    | +2                                       |
| 7                                        | Віра Звонарьова                          | Росія                                    | 2,952                                    | +15                                      |
| 8                                        | Світлана Кузнецова                       | Росія                                    | 2,726                                    | -6                                       |
| 9                                        | Марія Шарапова                           | Росія                                    | 2,515                                    | -4                                       |
| 10                                       | Агнешка Радванська                       | Польща                                   | 2,286                                    | +16                                      |
| 11                                       | Надія Петрова                            | Росія                                    | 1,976                                    | +3                                       |
| 12                                       | Каролін Возняцкі                         | Данія                                    | 1,713                                    | +48                                      |
| 13                                       | Флавія Пеннетта                          | Італія                                   | 1,670                                    | +26                                      |
| 14                                       | Патті Шнідер                             | Швейцарія                                | 1,590                                    | +2                                       |
| 15                                       | Вікторія Азаренко                        | Білорусь                                 | 1,494                                    | +15                                      |
| 16                                       | Алізе Корне                              | Франція                                  | 1,492                                    | +39                                      |
| 17                                       | Маріон Бартолі                           | Франція                                  | 1,410                                    | -7                                       |
| 18                                       | Анна Чакветадзе                          | Росія                                    | 1,363                                    | -12                                      |
| 19                                       | Домініка Цібулкова                       | Словаччина                               | 1,337                                    | +32                                      |
| 20                                       | Катарина Среботнік                       | Словенія                                 | 1,272                                    | +7                                       |

### Перші номери рейтингу
| Утримувачка          | Коли здобула   | Коли втратила  |
| -------------------- | -------------- | -------------- |
| Жустін Енен (BEL)    | Кінець 2007    | 19 травня 2008 |
| Марія Шарапова (RUS) | 19 травня 2008 | 9 червня 2008  |
| Ана Іванович (SRB)   | 9 червня 2008  | 11 серпня 2008 |
| Єлена Янкович (SRB)  | 11 серпня 2008 | 18 серпня 2008 |
| Ана Іванович (SRB)   | 18 серпня 2008 | 8 вересня 2008 |
| Серена Вільямс (USA) | 8 вересня 2008 | 6 жовтня 2008  |
| Єлена Янкович (SRB)  | 6 жовтня 2008  | Кінець 2008    |

### Пунктація турнірів
| Категорія                      | П    | Ф    | ПФ                                   | ЧФ                                   | R16                                  | R32                                  | R64                                  | R128 | Q  | К3р | К2р | К1р |
| Grand Slam (S)                 | 2000 | 1400 | 900                                  | 500                                  | 280                                  | 160                                  | 100                                  | 5    | 60 | 50  | 40  | 2   |
| Grand Slam (D)                 | 2000 | 1400 | 900                                  | 500                                  | 280                                  | 160                                  | 5                                    | –    | 48 | –   | –   | –   |
| WTA Championships (S)          | +450 | +360 | (230 for each win, 70 for each loss) | (230 for each win, 70 for each loss) | (230 for each win, 70 for each loss) | (230 for each win, 70 for each loss) | (230 for each win, 70 for each loss) | –    | –  | –   | –   | –   |
| WTA Championships (D)          | 1500 | 1050 | 690                                  | –                                    | –                                    | –                                    | –                                    | –    | –  | –   | –   | –   |
| WTA Premier Mandatory (96S)    | 1000 | 700  | 450                                  | 250                                  | 140                                  | 80                                   | 50                                   | 5    | 30 | –   | 20  | 1   |
| WTA Premier Mandatory (64S)    | 1000 | 700  | 450                                  | 250                                  | 140                                  | 80                                   | 5                                    | –    | 30 | –   | 20  | 1   |
| WTA Premier Mandatory (28/32D) | 1000 | 700  | 450                                  | 250                                  | 140                                  | 5                                    | –                                    | –    | –  | –   | –   | –   |
| WTA Premier 5 (56S)            | 800  | 550  | 350                                  | 200                                  | 110                                  | 60                                   | 1                                    | –    | 30 | –   | 20  | 1   |
| WTA Premier 5 (28D)            | 800  | 550  | 350                                  | 200                                  | 110                                  | 1                                    | –                                    | –    | –  | –   | –   | –   |
| WTA Premier (56S)              | 470  | 320  | 200                                  | 120                                  | 60                                   | 40                                   | 1                                    | –    | 12 | –   | 8   | 1   |
| WTA Premier (32S)              | 470  | 320  | 200                                  | 120                                  | 60                                   | 1                                    | –                                    | –    | 20 | 12  | 8   | 1   |
| WTA Premier (16D)              | 470  | 320  | 200                                  | 120                                  | 1                                    | –                                    | –                                    | –    | –  | –   | –   | –   |
| Tournament of Champions        | +280 | +170 | (125 for each win, 35 for each loss) | (125 for each win, 35 for each loss) | (125 for each win, 35 for each loss) | (125 for each win, 35 for each loss) | (125 for each win, 35 for each loss) | –    | –  | –   | –   | –   |
| WTA International (56S)        | 280  | 200  | 130                                  | 70                                   | 30                                   | 15                                   | 1                                    | –    | 10 | –   | 6   | 1   |
| WTA International (32S)        | 280  | 200  | 130                                  | 70                                   | 30                                   | 1                                    | –                                    | –    | 16 | 10  | 6   | 1   |
| WTA International (16D)        | 280  | 200  | 130                                  | 70                                   | 1                                    | –                                    | –                                    | –    | –  | –   | –   | –   |